# Mylapore

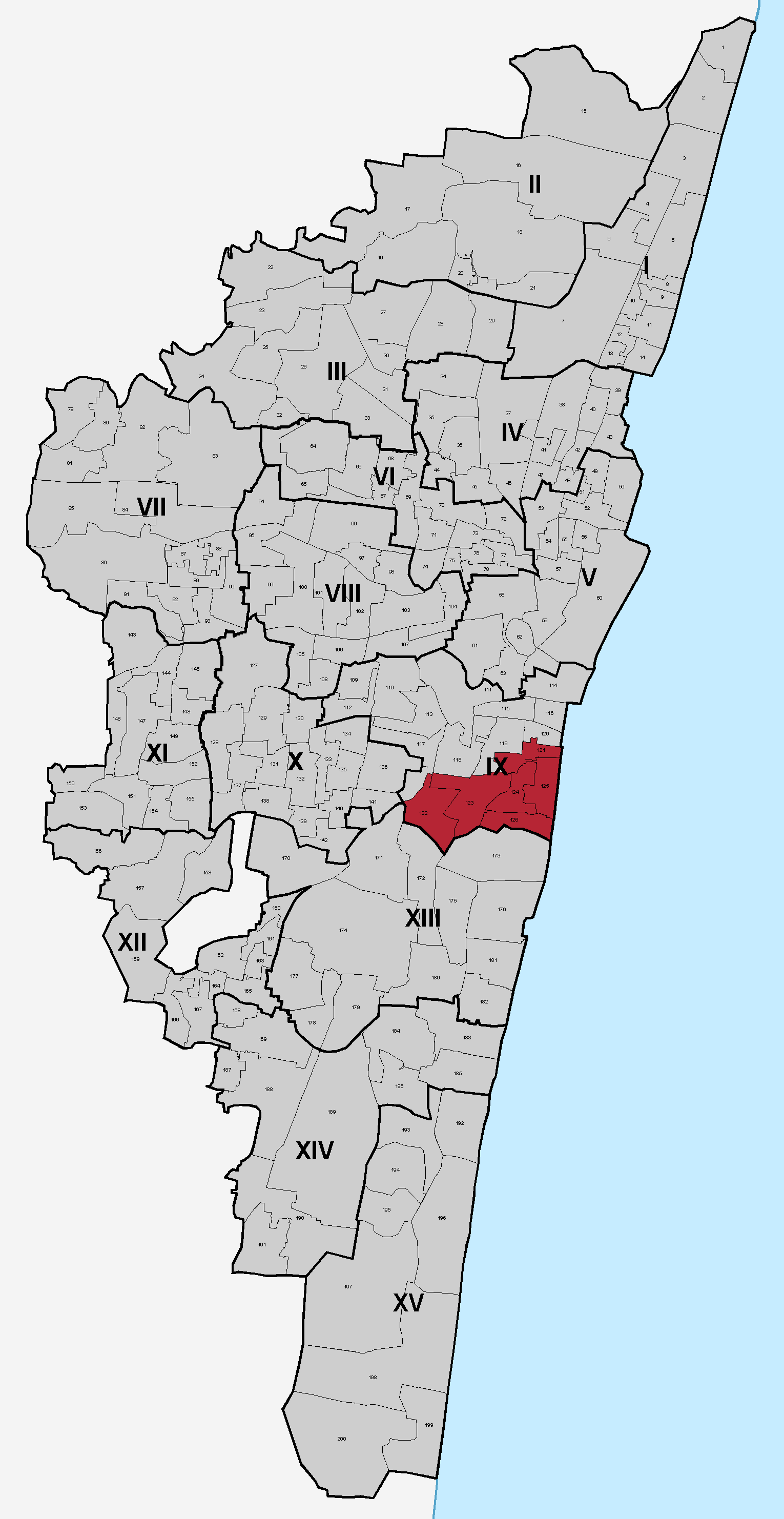
Lage des Wahlkreises Mylapore in Chennai

Mylapore (Tamil: மயிலாப்பூர் Mayilāppūr [ˈmajilaːpːuːr]), früher auch Mailapur, Meliapor, kurz Mylai (மயிலை Mayilai [ˈmajilɛi̯]), auch Thirumylai (திருமயிலை Tirumayilai [ˌt̪iɾɯˈmajilɛi̯]), ist ein Stadtteil von Chennai (Madras), der Hauptstadt des indischen Bundesstaates Tamil Nadu. Mylapore gehört zu den ältesten Stadtteilen Chennais und hat eine Geschichte, die weit ins Altertum zurückreicht. In dem Stadtteil befinden sich der Kapaliswarar-Tempel und die St. Thomas Basilica.

## Lage und Ausdehnung

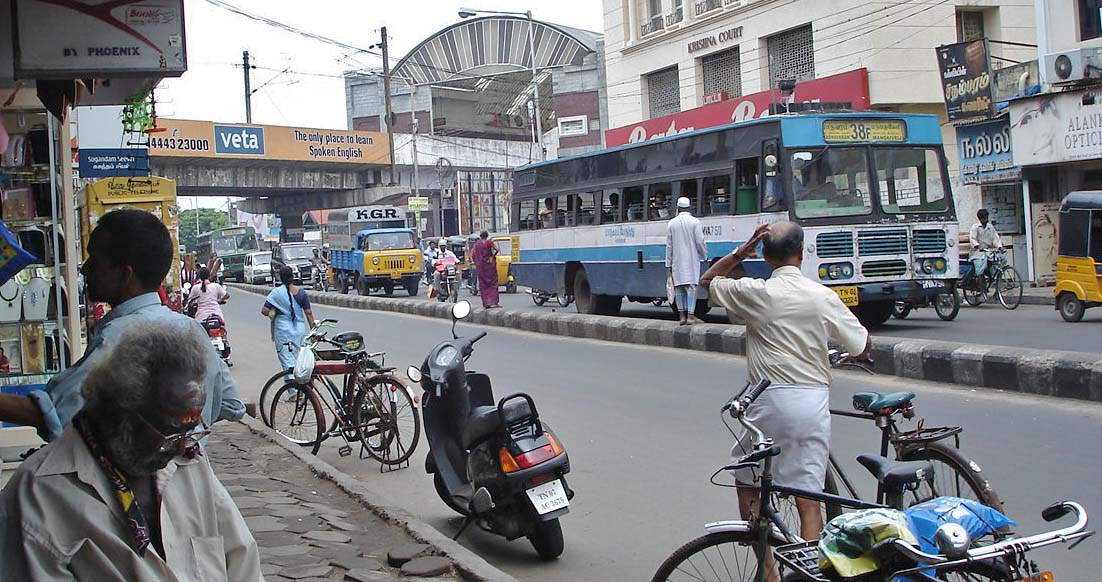
Straßenszene in Mylapore, im Hintergrund die MRTS-Station

Mylapore liegt im Süden Chennais. Die Grenzen des Stadtteils sind nicht genau definiert, Mylapore lässt sich aber gegen die Stadtteile Triplicane im Norden, Royapettah im Nordwesten, Teynampet im Westen und Adyar im Süden abgrenzen. Im Osten liegt die Küste des Golfs von Bengalen mit dem Stadtstrand Marina Beach. Im Süden markiert die Mündung des Adyar-Flusses die Grenze zum gleichnamigen Stadtteil.
Verwaltungsmäßig gibt es kein Stadtteil namens Mylapore, das Gebiet gehört vielmehr zur Zone Teynampet. Es existiert aber ein Wahlkreis Mylapore (Mylapore constituency) bei der Wahl zur Tamil Nadu Legislative Assembly (dem Parlament des Bundesstaats). Zu diesem gehören die Stadtviertel (wards) 121 bis 126.

## Geschichte
Die Geschichte Mylapores reicht weitaus weiter zurück als die Chennais, das erst im 17. Jahrhundert als britische Kolonie gegründet wurde. Das an der Mündung des Adyar gelegene Mylapore scheint bereits im Altertum ein bedeutender Hafen gewesen zu sein. Bisweilen wird es mit der im 2. Jahrhundert in der Geographia des griechischen Geografen Claudius Ptolemäus erwähnten Hafenstadt Manarpha oder Maliarpha identifiziert. Vom 6. bis 9. Jahrhundert herrschten die Pallava-Könige von Kanchipuram aus über den Nordteil des heutigen Tamil Nadu. Während dieser Zeit diente Mylapore als Hafen des Pallava-Reichs. Der Pallava-Herrscher Nandivarman III. (844–866) wird mit dem Beinamen Mayilaikavalan („Beschützer von Mylapore“) erwähnt. Der Kapaliswarar-Tempel von Mylapore wird bereits im 7. Jahrhundert in den devotionalen Hymnen des Dichters Sambandar besungen. Der Tempel in seiner heutigen Gestalt ist aber nicht älter als 300–400 Jahre.

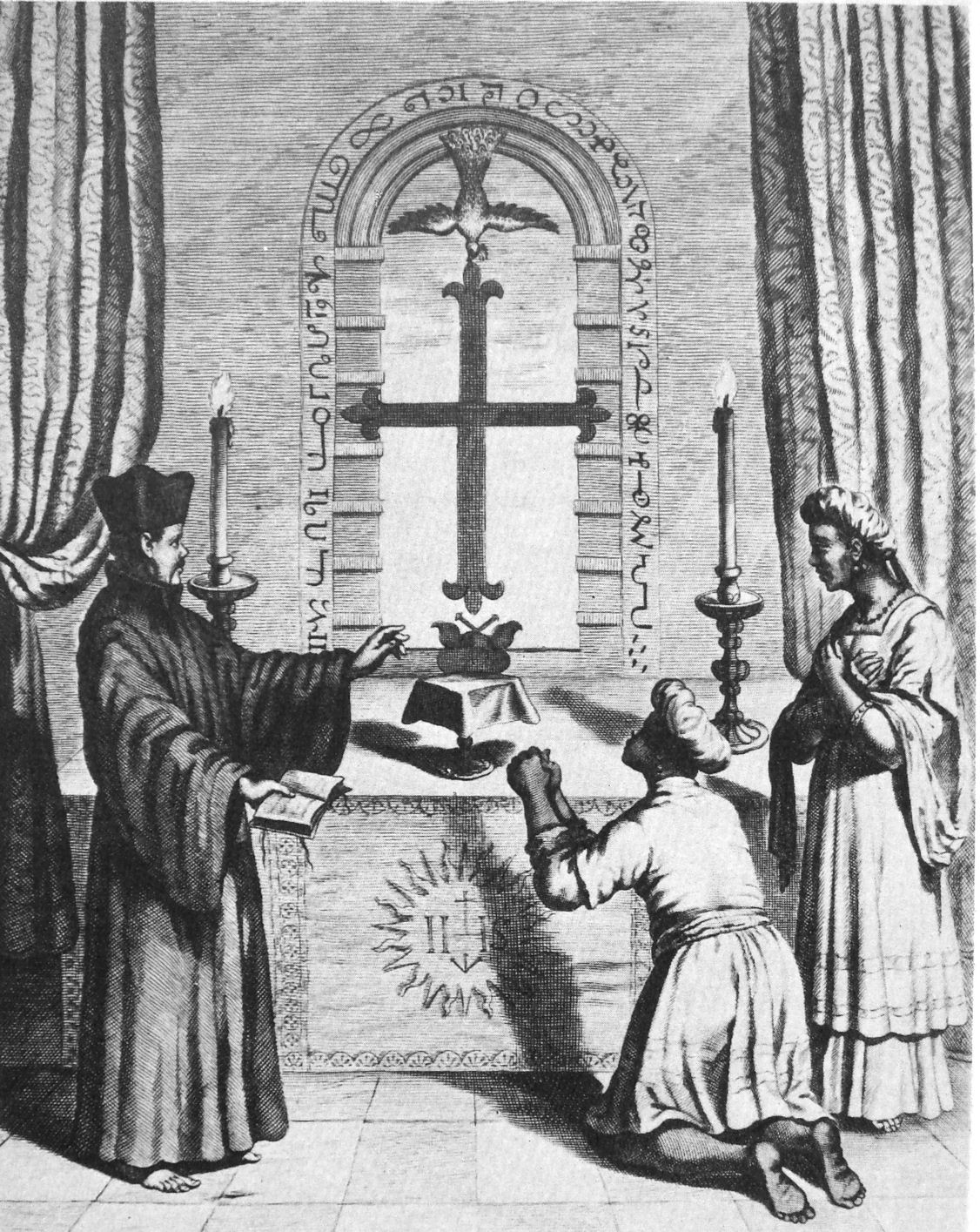
Schrein des Heiligen Thomas in Mylapore, Darstellung aus dem 18. Jahrhundert

Der Legende nach soll Mylapore der Heimatort des Dichterheiligen Tiruvalluvar, des Autors des unter den Tamilen hoch geachteten Tirukkural, gewesen sein. Die christliche Überlieferung dagegen berichtet, dass der Apostel Thomas nach dem Tod Jesu nach Indien gezogen sei. Nachdem er an der Malabarküste die Thomaschristen missioniert habe, soll er nach Mylapore gekommen sein und sich in einer Höhle auf dem Little Mount niedergelassen haben. Er habe um das Jahr 72 auf dem nahegelegenen St. Thomas Mount den Märtyrertod erlitten und sei danach in Mylapore begraben worden. Der größte Teil seiner Reliquien soll später nach Edessa überführt worden sein, seine ursprüngliche Grabstätte wurde in Indien aber weiter verehrt. In Mylapore scheint früh eine nestorianische Kolonie bestanden zu haben. Persische und arabische Berichte erwähnen Mylapore im 9. Jahrhundert als Betumah (aramäisch für „Haus des Thomas“). Die christliche Gemeinde wird auch 1293 von Marco Polo erwähnt, ebenso später in den Reiseberichten von Odorich von Portenau und Niccolo di Conti, der von über 1000 Nestorianern in der Stadt berichtet. Die nestorianische Gemeinde scheint sich aber aufgelöst zu haben: Nach dem Portugiesen Duarte Barbosa habe die Kirche im frühen 16. Jahrhundert bereits in Trümmern gelegen.
Anfang des 16. Jahrhunderts fassten die Portugiesen, die begonnen hatten, die Koromandelküste zu kolonisieren, Fuß in Mylapore. 1522–23 erbauten sie eine Kirche an der Stelle des Grabs des Heiligen Thomas und gründeten die Kolonie São Tomé de Meliapore. 1545 siedelten dort bereits 600–700 portugiesische Kolonisten. 1548/59 ließen sich Jesuiten in Mylapore nieder. Ab 1606 war Mylapore Sitz des Bistums São Tomé de Meliapore, 1614 wurde die Stadt befestigt. Mit einer Unterbrechung zwischen 1662 und 1687, als die Mylapore wechselweise vom Sultanat Golkonda, Frankreich und den Niederlanden gehalten wurde, blieb die Stadt bis 1749 unter portugiesischer Herrschaft. Währenddessen hatten die Briten sich ausgehend vom 1639 gegründeten Fort St. George im nur fünf Kilometer nördlich gelegenen Madras zur größten Kolonialmacht in Südindien aufgeschwungen. 1749 kam auch Mylapore in den Besitz der Britischen Ostindien-Kompanie. Durch die Expansion von Madras während der britischen Kolonialzeit wurde Mylapore zu einem Stadtteil von Madras, das 1996 in Chennai umbenannt wurde.

## Sehenswürdigkeiten

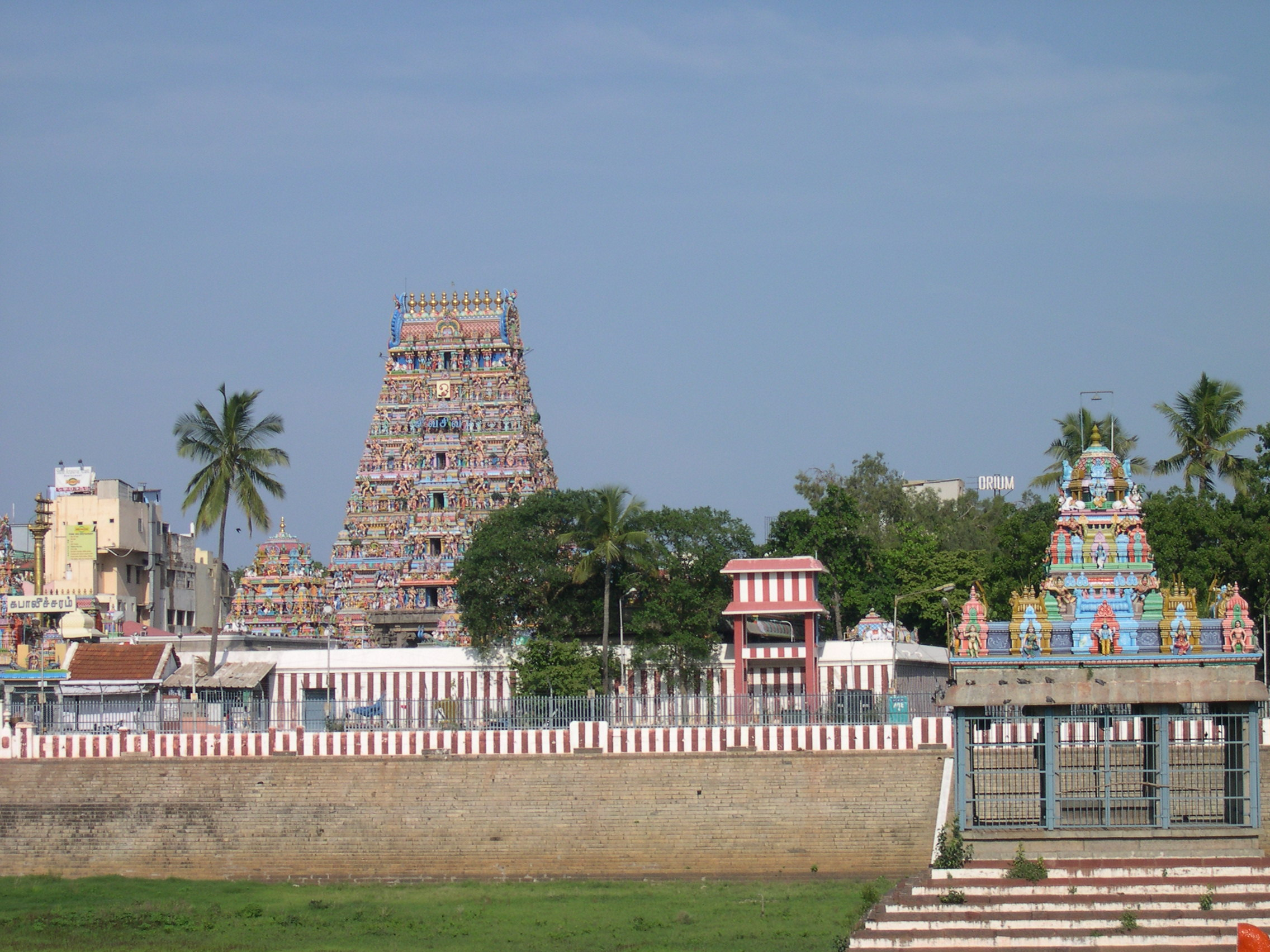
Der Kapaliswarar-Tempel

In Mylapore befinden sich zwei der wichtigsten Sakralbauten Chennais: Der Kapaliswarar-Tempel und die St. Thomas Basilica. Der Kapaliswarar-Tempel ist dem Gott Shiva in seiner Gestalt als Kapaliswarar (Kapalishwara) geweiht. Der rund 85 × 90 Meter große rechteckige Tempelkomplex mit seinem 37 Meter hohen, mit üppigem Figurenschmuck ausgestatteten Gopuram (Torturm) im Osten sowie einem kleineren Westgopuram kann als typisches Beispiel für den südindischen Dravida-Stil gelten. Westlich des Tempels liegt ein großer Tempelteich. Unter mehreren Tempelfesten, die alljährlich gefeiert werden, ist das zehntägige Fest im März/April, bei dem die Götterbilder in einer großen Prozession in einem Tempelwagen um den Tempel herum gezogen werden, das wichtigste.

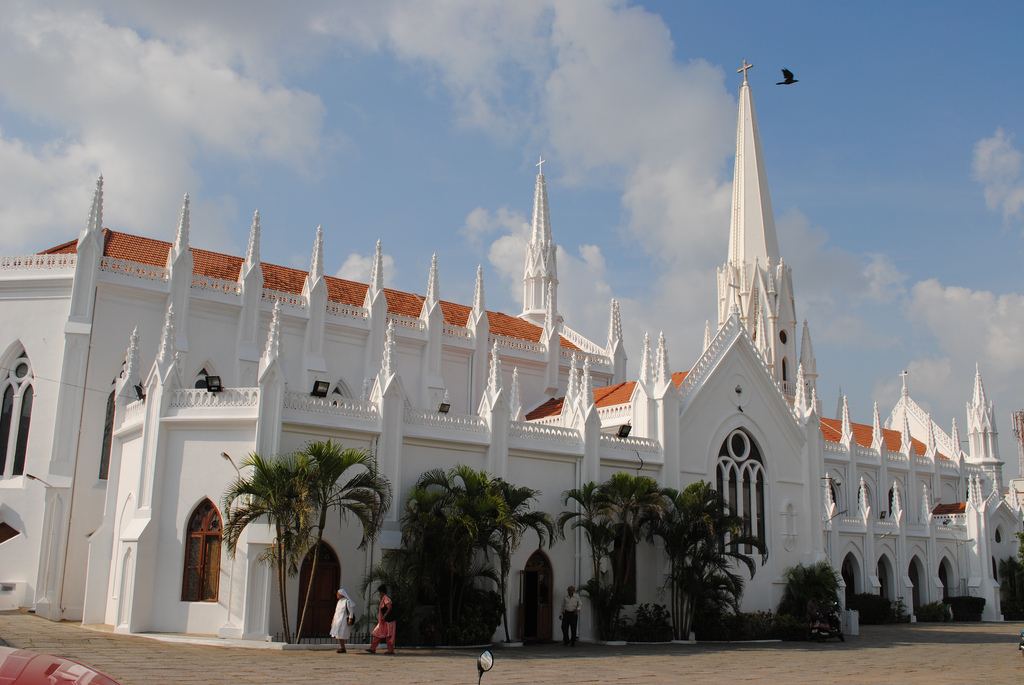
Die St. Thomas Basilica

Die St. Thomas Basilica befindet sich an der Stelle der angeblichen Grabstätte des Apostels Thomas. Der heutige neugotische Kirchenbau entstand 1893 während der britischen Kolonialzeit an der Stelle eines im 16. Jahrhundert von den Portugiesen errichteten Vorgängerbaus. Die St. Thomas Basilica ist die Kathedrale des römisch-katholischen Erzbistums Madras Mylapore. 1956 wurde sie in den Rang einer Basilica minor erhoben. Eine zweite katholische Kirche in Mylapore ist die Luz Church im Westen des Stadtteils. 1516 von den Portugiesen erbaut, ist dieser kleine Barockbau die älteste Kirche Chennais.
An der angeblichen Geburtsstätte des Dichterheiligen Tiruvalluavar befindet sich ein ihm geweihter Hindu-Tempel. Ferner befindet sich in Mylapore ein Zentrum der hinduistischen Reformbewegung Ramakrishna-Mission mit einem „universellen Tempel“.

## Verkehr

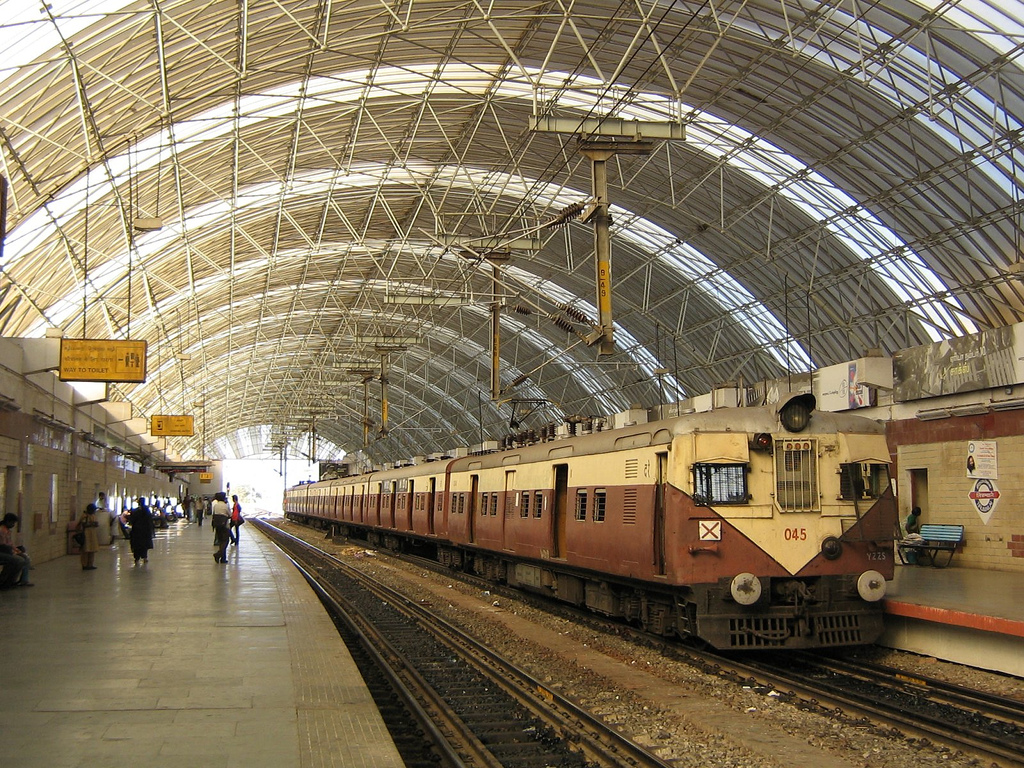
MRTS-Station Thirumylai

Mylapore ist über zahlreiche Stadtbuslinien mit den anderen Stadtteilen Chennais verbunden. Daneben befindet sich unweit des Kapaliswarar-Tempels der Bahnhof Thirumylai der Hochbahn Chennai Mass Rapid Transit System (MRTS).